# Canton d'Épieds
Le canton d'Épieds est une ancienne division administrative française du district de Beaugency situé dans le département du Loiret.

## Histoire
Le canton est créé le 10 février 1790 sous la Révolution française et disparaît en 1801 (9 vendémiaire, an X) sous le Premier Empire.
Les communes du canton sont redistribuées dans deux cantons : Charsonville et Épieds sont reversées dans le canton de Méun, tandis que Gémigny, Saint-Sigismond et Villamblain sont reversées dans le canton de Patay.

## Géographie
Le canton d'Épieds comprend les cinq communes suivantes : Charsonville, Épieds, Gémigny, Saint-Sigismond, Villamblain.